# Beker van Nederland (handbal) 2016/17
De Beker van Nederland (NHV Beker) is het landelijke bekertoernooi van de Nederlands Handbal Verbond. OCI-LIONS won de beker voor de derde keer op rij.

## Voorronde
| Heren                  | Heren   | Heren                  |
| Thuis                  | Uitslag | Uit                    |
| ---------------------- | ------- | ---------------------- |
| White Demons/Tachos    | 23 - 30 | Olympia '89            |
| Berdos                 | 33 - 20 | U.S. 2                 |
| Delta Sport            | 27 - 30 | Oliveo                 |
| Zaanstreek             | 20 - 26 | U.S.                   |
| Nieuwegein             | 35 - 22 | DIOS                   |
| HVOS                   | 18 - 19 | Herlius                |
| Het Schielicht/Ventura | 21 - 31 | Hercules               |
| Dongen                 | 25 - 36 | HARO                   |
| Hellas 2               | 25 - 26 | Snelwiek               |
| Houten 2               | 36 - 21 | Celeritas              |
| KRAS/Volendam 3        | 23 - 26 | CSV/Meervogels         |
| Zephyr                 | 23 - 26 | Swift Helmond          |
| SMEZO/BFC              | 33 - 23 | Targos Bevo HC 2       |
| Apollo                 | 24 - 28 | Habo '95               |
| Hellas 3               | 32 - 39 | Koorneef W&S/Quintus 2 |
| Sittardia              | 30 - 14 | Wittenhorst            |
| SOS-Kwieksport         | 24 - 20 | DEF-Fire/Aristos 2     |
| Gemini (Z)             | 27 - 23 | EHC                    |
| DSO                    | 21 - 31 | DEF-Fire/Aristos       |
| Vido                   | 22 - 33 | Havas                  |
| Zwart-Wit              | 27 - 29 | Rapiditas              |
| FIQAS/Aalsmeer 3       | 37 - 32 | KRAS/Volendam 2        |
| Havas 2                | 23 - 31 | Commandeur/VVW         |
| AJ Sports/Hellas       | 33 - 27 | Atomium '61            |
| Maedilon/V.Z.V.        | 26 - 34 | Tonegido               |
| SMEZO/BFC 2            | 23 - 21 | GHV                    |
| WPK/Westlandia         | 25 - 33 | FIQAS/Aalsmeer 2       |
| HVV '70                | 35 - 22 | Eemland                |

## 1e ronde
| Heren                            | Heren   | Heren                    |
| Thuis                            | Uitslag | Uit                      |
| -------------------------------- | ------- | ------------------------ |
| Reehorst                         | 36 - 26 | Huissen                  |
| Berdos                           | 35 - 25 | Tonegido                 |
| handbalshop.nl/Witte Ster-Tachos | 19 - 32 | Olympia '89              |
| FIQAS/Aalsmeer 3                 | 35 - 21 | Havas                    |
| Houten 2                         | 32 - 28 | HHV '70                  |
| Nieuwegein                       | 31 - 26 | Koorneef W&S/Quintus     |
| Rapiditas                        | 29 - 23 | Swift Helmond            |
| SOS-Kwieksport                   | 22 - 28 | Gemini (Z)               |
| Cometas 2                        | 29 - 28 | Buro Hollama/Unitas      |
| Sittardia                        | 23 - 31 | OCI-LIONS 2              |
| SMEZO/BFC                        | 34 - 23 | Habo '95                 |
| Snelwiek                         | *10 - 0 | FIQAS/Aalsmeer 2         |
| SMEZO/BFC 2                      | 27 - 36 | HandbaL Venlo-Swift 2000 |
| AJ Sports/Hellas                 | 33 - 12 | Hercules                 |
| Herlius                          | 27 - 28 | Oliveo                   |
| CSV/Meervogels                   | 26 - 29 | DEF-Fire/Aristos         |
| UGHV                             | 20 - 27 | Ha-STU                   |
| DWS                              | 29 - 38 | HARO                     |
| Commandeur/VVW                   | 30 - 24 | U.S.                     |
| Sani4all/Artemis '15             | 23 - 21 | AHV Achilles             |

## 2e ronde
| Heren                    | Heren   | Heren                |
| Thuis                    | Uitslag | Uit                  |
| ------------------------ | ------- | -------------------- |
| Oliveo                   | 35 - 30 | HARO                 |
| Commandeur/VVW           | 25 - 20 | DEF-Fire/Aristos     |
| Houten 2                 | 30 - 27 | Snelwiek             |
| Reehorst                 | 25 - 20 | Sani4all/Artemis '15 |
| Nieuwegein               | 38 - 21 | Gemini (Z)           |
| Cometas                  | 29 - 17 | E&O 2                |
| Berdos                   | 39 - 33 | FIQAS/Aalsmeer 3     |
| Ha-STU                   | 26 - 23 | Sani4all/Artemis '15 |
| SMEZO/BFC                | 33 - 19 | Rapiditas            |
| Kwiek                    | 25 - 26 | Cometas 2            |
| HandbaL Venlo-Swift 2000 | 35 - 36 | OCI-LIONS 2          |
| Olympia '89              | 31 - 32 | AJ Sports/Hellas     |

## Regiofinale
| Heren       | Heren   | Heren            |
| Thuis       | Uitslag | Uit              |
| ----------- | ------- | ---------------- |
| OCI-LIONS 2 | 22 - 31 | SMEZO/BFC        |
| Houten 2    | 22 - 32 | Nieuwegein       |
| Reehorst    | 24 - 25 | Ha-STU           |
| Berdos      | 32 - 33 | DEF-Fire/Aristos |
| Oliveo      | 25 - 27 | AJ Sports/Hellas |
| Cometas 2   | 24 - 35 | Cometas          |

## Achtste finale
| Heren             | Heren   | Heren                |
| Thuis             | Uitslag | Uit                  |
| ----------------- | ------- | -------------------- |
| RED-RAG/Tachos    | 21 - 32 | JMS/Hurry-Up         |
| Nieuwegein        | 20 - 25 | KRAS/Volendam        |
| Alphendeur/Houten | 27 - 22 | AES Arnhem           |
| Cometas           | 15 - 35 | Targos Bevo HC       |
| SMEZO/BFC         | 16 - 37 | OCI-LIONS            |
| DEF-Fire/Aristos  | 19 - 33 | Oosting/E&O          |
| AJ Sports/Hellas  | 20 - 29 | FIQAS/Aalsmeer       |
| Ha-STU            | 20 - 36 | Koorneef W&S/Quintus |

## Kwartfinale
| Heren             | Heren   | Heren                |
| Thuis             | Uitslag | Uit                  |
| ----------------- | ------- | -------------------- |
| OCI-LIONS         | 35 - 24 | KRAS/Volendam        |
| Alphendeur/Houten | 33 - 25 | Koorneef W&S/Quintus |
| FIQAS/Aalsmeer    | 27 - 22 | Oosting/E&O          |
| JMS/Hurry-Up      | 24 - 23 | Targos Bevo HC       |

## Halve finale
| Heren        | Heren   | Heren             |
| Thuis        | Uitslag | Uit               |
| ------------ | ------- | ----------------- |
| JMS/Hurry-Up | 28 - 31 | FIQAS/Aalsmeer    |
| OCI-LIONS    | 33 - 23 | Alphendeur/Houten |

## Finale
De finale om de landelijke beker wordt gespeeld in de Topsporthal Almere in Almere.
| Heren          | Heren   | Heren     |
| Thuis          | Uitslag | Uit       |
| -------------- | ------- | --------- |
| FIQAS/Aalsmeer | 26 - 31 | OCI-LIONS |

1978/79 · 1979/80 · 1980/81 · 1981/82 · 1982/83 · 1983/84 · 1984/85 · 1985/86 · 1986/87 · 1987/88 · 1988/89 · 1989/90 · 1990/91 · 1991/92 · 1992/93 · 1993/94 · 1994/95 · 1995/96 · 1996/97 · 1997/98 · 1998/99 · 1999/00 · 2000/01 · 2001/02 · 2002/03 · 2003/04 · 2005/06 · 2006/07 · 2007/08 · 2008/09 · 2009/10 · 2010/11 · 2011/12 · 2012/13 · 2013/14 · 2014/15 · 2015/16 · 2016/17 · 2017/18 · 2018/19 · 2019/20 · 2020/21 · 2021/22